# Santana do Deserto
Santana do Deserto este un oraș în Minas Gerais (MG), Brazilia.